# Charles Ng
Charles Ng Chi-tat (em chinês 吳志達, 24 de dezembro de 1960, Hong Kong) é um assassino em série condenado à pena  de morte
pelo assassinato de 11 pessoas na Califórnia entre 1984 e 1985. Ele cometeu os crimes com a ajuda de um cúmplice, Leonard Lake, e a polícia suspeita de que o número de vítimas possa chegar a 25. 
Ele está no corredor da morte há 23 anos e teve um novo pedido de suspensão da pena capital negado em final de julho de 2022, quando estava com 61 anos de idade.  

## Biografia
Charles Ng nasceu na Hong Kong britânica, como o caçula de três filhos e filho único de um rico executivo e sua esposa. Quando criança, Ng foi severamente disciplinado por seu pai. Quando adolescente, foi descrito como um solitário problemático e foi expulso de várias escolas. Após sua prisão por furto em lojas aos 15 anos, ele foi, por insistência de seu pai, para Bentham Grammar School, um internato em North Yorkshire, Inglaterra.  Pouco depois de chegar, Ng foi expulso por roubar outros estudantes e voltou para Hong Kong. 
Ng mudou-se para os Estados Unidos com visto de estudante em 1978 e estudou biologia no College of Notre Dame em Belmont, Califórnia, porém desistiu depois de apenas um semestre. Logo depois, ele se envolveu em um acidente de atropelamento e fugiu e para evitar processos judiciais, se alistou no Corpo de Fuzileiros Navais dos Estados Unidos. 

### Corpo de Fuzileiros Navais
Ng se juntou aos fuzileiros navais em outubro de 1979 com a ajuda, segundo ele, de um sargento de recrutamento que lhe conseguiu documentos falsos atestando sua cidade natal como Bloomington, Indiana.  Após menos de um ano de serviço, foi preso pela polícia militar por roubar armas automáticas do arsenal da base de Kaneohe Bay. Enfrentando a corte marcial, Ng escapou da custódia em 1980 e voltou para o norte da Califórnia, onde conheceu Leonard Lake. 
Em 1982, as autoridades federais invadiram a casa móvel que Ng e Lake compartilhavam em Ukia, apreendendo um grande estoque de armas e explosivos ilegais. Lake foi libertado sob fiança, mas violou a pena e se escondeu em uma cabana remota de propriedade de sua esposa, Claralyn Balazs, em Wilseyville, uma comunidade no condado de Calaveras localizada no sopé da Sierra Nevada. Ng foi devolvido à custódia dos fuzileiros navais e se declarou culpado das acusações de roubo e deserção. Sob os termos de seu acordo judicial, ele foi solto sob liberdade condicional e dispensado desonrosamente em 1984, depois de cumprir dezoito meses na prisão militar na prisão do Quartel Disciplinar dos Estados Unidos em Fort Leavenworth, Kansas.

## Os crimes
Após sua libertação de Fort Leavenworth, Ng voltou para a casa de Lake, que ainda morava na cabana de Wilseyville. A essa altura, Lake e Balazs já estavam divorciados, mas permaneciam amigos. Ao lado da cabana, Lake construiu uma estrutura descrita em seus diários como uma "masmorra". Antes da chegada de Ng, acredita-se que Lake já tenha assassinado seu irmão Donald, a quem atraiu para a cabana e em quem atirou enquanto dormia, e seu amigo e padrinho Charles Gunnar em em 1983. O corpo de Gunnar foi desenterrado da propriedade de Wilseyville em 1998. 
No ano seguinte, Lake e Ng começaram um padrão de sequestro e assassinato de homens, mulheres e crianças. De acordo com os registros do tribunal, eles mataram os homens e crianças imediatamente, enquanto sujeitavam as mulheres a um período de escravidão, estupro e tortura antes de matá-las. 
Em julho de 1984, um homem asiático invadiu e roubou o apartamento de Don Giuletti, um DJ de São Francisco, e seu colega de quarto, Richard Carrazza, atirando nos dois homens durante o incidente. Giuletti morreu no ataque, mas Carrazza sobreviveu e mais tarde identificou Ng como o agressor. Logo depois, Ng conseguiu um emprego em uma empresa de mudanças na Bay Area.
A fúria da dupla poderia ter durado mais se não fosse a cleptomania de Ng. Em 2 de junho de 1985, Lake e Ng entraram na South City Lumber Store em South San Francisco. Um funcionário viu Ng roubando um torno de US$ 75 e chamou a polícia. Quando confrontado pelo funcionário, Ng jogou o torno no porta-malas de um Honda Prelude 1980 no estacionamento e fugiu a pé. A polícia chegou minutos depois. Um policial olhou no porta-malas do carro e viu o torno roubado junto com uma pistola calibre 22 equipada com um silenciador ilegal. Lake afirmou que houve um mal-entendido e que ele havia pago pelo torno, mas acabou preso por posse da arma modificada ilegalmente. 
O policial que o prendeu notou que Lake não tinha nenhuma semelhança com a foto em sua carteira de motorista da Califórnia, que trazia o nome de Robin Scott Stapley, um homem de San Diego dado como desaparecido por sua família várias semanas antes. O Honda estava registrado em nome de Paul Cosner, que havia desaparecido de São Francisco em 2 de novembro de 1984, depois de sair de seu apartamento para mostrar o carro a alguém interessado em comprá-lo. A placa do carro estava registrada no nome de outra pessoa desaparecida, Lonnie Bond, de Wilseyville. A arma esava em nome de Stapley.
Enquanto estava sob custódia, Lake admitiu sua verdadeira identidade e a de seu cúmplice, Ng. Ele então pediu um lápis, um pedaço de papel e um copo de água. Deixado sozinho em uma sala de interrogatório, Lake escreveu um bilhete para sua ex-mulher e depois engoliu uma cápsula de cianeto que havia escondido em sua jaqueta. Lake foi levado às pressas para o Hospital Kaiser, nas proximidades, mas morreu em 6 de junho.  
Após um exame mais aprofundado do Honda Prelude, os investigadores encontraram um buraco de bala no teto do carro, junto com respingos de sangue, uma arma de choque e várias balas não usadas. Sob o banco do passageiro, uma conta de serviço público foi encontrada em nome da ex-mulher de Lake, Claralyn Balazs, com um endereço em Wilseyville.

## Investigações
Em 4 de junho, os detetives da polícia de São Francisco e os investigadores do xerife do condado de Calaveras revistaram a cabana de Wilseyville com a permissão de Balazs. Em um dos quartos eles descobriram equipamentos de vídeo pertencentes a Harvey Dubs, que havia desaparecido de seu apartamento em São Francisco junto com sua esposa Deborah e seu filho pequeno, Sean, em julho de 1984.
Os investigadores também encontraram veículos pertencentes a Bond e Stapley estacionados na propriedade. Bond havia alugado uma casa a apenas 50 metros da cabana de Lake com sua namorada Brenda O'Connor e seu filho pequeno. Stapley, um amigo de Bond, também estava hospedado na casa. Os detetives encontraram a casa vazia e o aluguel não pago há vários meses.
Ao lado da entrada havia um bunker de blocos de concreto que havia sido construído por Lake. Dentro do bunker, os investigadores encontraram uma cópia do The Collector, bem como ferramentas, algemas, roupas femininas e maquiagem. Em sua adolescência, Lake havia lido um romance de John Fowles de 1963 chamado The Collector, que conta a história de um homem que captura uma mulher chamada Miranda e a mantém como escrava, na esperança de que ela se apaixone por ele.
Lake ficou fascinado por este romance e usou o livro como inspiração para o que chamou de "Operação Miranda". Afixado em uma parede havia uma lista de regras datilografadas para as cativas seguirem, junto com fotos de 21 mulheres, algumas delas nuas. Atrás de uma parede, através de uma porta escondida, havia uma cela minúscula sem janelas com um colchão pequeno e um balde que pode ter sido usado como vaso sanitário. Os investigadores acreditavam que as mulheres haviam sido mantidas na cela como prisioneiras de Lake.
Em um cemitério improvisado nas proximidades, a polícia desenterrou cerca de 45 quilos de fragmentos de ossos humanos queimados e esmagados, correspondendo a um mínimo de 11 corpos.
Além de Bond, O'Connor, os Dubs e seus filhos, outras vítimas incluíram Paul Cosner, Randy Jacobsen, Mike Carroll, Kathy Allen, Jeff Gerald, Robin Stapley, Clifford Peranteau, parentes e amigos qua haviam procurado por Bond e O'Connor, e dois homens gays.
Eles também encontraram um "mapa do tesouro" desenhado à mão, levando-os a dois baldes de cinco galões enterrados. Um continha envelopes com nomes e identificações das vítimas, sugerindo que o número total de vítimas poderia ter chegado a 25. No outro balde estavam os diários manuscritos de Lake para os anos de 1983 e 1984 e duas fitas de vídeo documentando a tortura de duas de suas vítimas. Em uma das fitas, rotulada como "M-Ladies", Charles Ng é visto dizendo à vítima Brenda O'Connor, enquanto corta sua camisa com uma faca: "Você pode chorar e tal, como o resto deles, mas nós somos muito... de coração frio, por assim dizer." Em outra parte da fita, Kathy Allen é vista sentada em uma cadeira, com Leonard Lake avisando: "Se você não for conosco, provavelmente vamos levá-la para a cama, amarrá-la, estuprá-la, atirar em você e enterrá-la." No outro, Deborah Dubs é mostrada sendo agredida tão severamente que ela "não poderia ter sobrevivido".

### A fuga de Ng para o Canadá e prisão
Ng, entretanto, após o roubo do torno se refugiou na residência de Balazs, dizendo que tinha de sair da cidade imediatamente. Balazs o levou ao Aeroporto Internacional de São Francisco, onde ele embarcou em um voo para Chicago, usando o pseudônimo "Mike Kimoto". Um amigo de Ng o levou de Chicago a Detroit e o ajudou a atravessar a fronteira com o Canadá. Ele finalmente se estabeleceu em Calgary, Alberta, onde viveu sem ser detectado em um alpendre no Fish Creek Provincial Park até que sua propensão ao roubo o fez ser detido mais uma vez. Em 6 de julho de 1985, Ng foi preso pelo Serviço de Polícia de Calgary depois de atirar na mão do segurança Sean Doyle enquanto resistia à prisão por roubar uma lata de salmão. Ele foi acusado e, em dezembro de 1985, condenado por furto em lojas, agressão com arma e posse de arma de fogo e foi sentenciado a quatro anos e meio de prisão. Depois de cumprir sua sentença, permaneceu encarcerado aguardando um pedido de extradição das autoridades da Califórnia.  
Ng travou uma longa batalha legal contra a extradição alegando que o Canadá, que não tinha pena de morte para a maioria dos crimes, estaria violando a Carta Canadense de Direitos e Liberdades ao permitir que ele fosse julgado na Califórnia por assassinato. Uma petição de habeas corpus e um recurso para o Tribunal de Apelação de Alberta foram negados. Em 26 de setembro de 1991, a Suprema Corte do Canadá decidiu por 4 votos a favor e 3 contra pela deportação, que aconteceu 18 minutos após a decisão.  

## Julgamento
No condado de Calaveras, Ng foi indiciado por doze acusações de assassinato em primeiro grau. Após uma mudança de local para Orange County, ele iniciou uma série prolongada de moções pré-julgamento. Ele processou o estado por sua detenção temporária na prisão de Folsom, onde foi pego escondendo mapas, identidades falsas e outros apetrechos de fuga, e apresentou contestações contra quatro dos juízes designados para seu caso. Ele apresentou uma longa série de queixas sobre a resistência de seus óculos, a temperatura de sua comida e seu direito de praticar origami em sua cela.
Ng passou por um total de 10 advogados, alguns dos quais acabaram defendendo-o pela segunda vez. Ele também entrou com uma ação de negligência contra vários dos advogados, alegando representação incompetente. Depois de alegar que havia perdido a confiança em todos os seus advogados, foi autorizado a representar a si mesmo, o que atrasou o julgamento por mais um ano enquanto ele pesquisava as leis aplicáveis. Seu julgamento finalmente começou em outubro de 1998, sete anos após sua extradição do Canadá.
Balazs cooperou com os investigadores e recebeu imunidade legal da acusação. Os registros do tribunal afirmaram que Balazs entregou armas e outros materiais às autoridades durante a investigação. Balazs foi chamada como testemunha-chave no julgamento de Ng, mas o advogado de Ng, William Kelley, em um movimento surpresa, dispensou Balazs sem fazer perguntas. Esperava-se que Balazs esclarecesse o que aconteceu dentro da cabana na montanha que seus pais possuíam. Kelley depois se recusou a explicar suas ações.
Apesar das evidências em vídeo e informações nos volumosos diários de Lake, Ng sustentou que ele era apenas um observador e que Lake planejou e cometeu todos os sequestros, estupros e assassinatos sozinho. Ele ainda sustentou que dependia de Lake para dirigir, que o abuso que sofreu nas mãos de seu pai era um fator atenuante e que seu bom comportamento atrás das grades mostrava que ele deveria ser preso por toda a vida em vez de executado.
O psiquiatra Stuart Grassian testemunhou que Ng tinha transtorno de personalidade dependente, mas admitiu sob interrogatório que não tinha visto as fitas que mostravam Ng participando dos crimes. O psicóloco Abraham Nievod concordou com o diagnóstico de transtorno de personalidade dependente e opinou que o comportamento de Ng nas fitas indicava que ele estava tentando "espelhar" e agradar Lake. Quatro guardas prisionais, dois delegados do xerife, um funcionário da biblioteca da prisão e um conselheiro da prisão testemunharam que Ng era um prisioneiro modelo. Quatro ex-fuzileiros navais que conheceram Ng enquanto ele servia no Corpo de Fuzileiros Navais testemunharam que ele era quieto e bem comportado. Os pais de Ng testemunharam sobre sua infância conturbada e expressaram remorso pelas ações de seu filho.
Ng insistiu em se defender sozinho, o que permitiu que os promotores apresentassem evidências adicionais que ajudaram a definir o papel de Ng em todos os aspectos dos crimes. Um item significativo era uma foto de Ng em sua cela de prisão, com desenhos que ele havia esboçado de suas vítimas penduradas na parede atrás dele.
Em um ponto durante o julgamento, Ng de alguma forma conseguiu obter o número de telefone de um dos jurados. Ele entrou em contato com o jurado em uma tentativa frustrada de causar uma anulação do julgamento.
Em fevereiro de 1999, Ng foi condenado por onze dos doze homicídios, os de seis homens, três mulheres e dois bebês do sexo masculino. Os jurados o consideraram inocente da décima segunda acusação, o assassinato de Paul Cosner, apesar do fato de que Lake e Ng dirigiram o carro de Cosner por sete meses desde que ele desapareceu em novembro de 1984 e a carteira de motorista de Cosner na Califórnia ter sido encontrada na propriedade de Wilseyville. 

## Pena
Ng foi condenado à morte e o juiz rejeitou uma moção para reduzir a sentença para prisão perpétua. "O Sr. Ng não estava sob qualquer coação", disse ele, "nem as evidências confirmam que ele estava sob o domínio de Leonard Lake". O julgamento de Ng custou ao Estado da Califórnia aproximadamente US$ 20 milhões, na época o julgamento mais caro da história do estado.
Em 28 de julho de 2022, a Suprema Corte da Califórnia confirmou a sentença de morte e a condenação de Ng. O crimonoso ainda tem outros recursos federais para serem apreciados e aguarda a execução da pena na Prisão Estadual de San Quentin, na Califórnia. 
Nenhuma execução ocorreu na Califórnia desde 2006 devido a uma moratória sobre a pena de morte imposta pelo governador Gavin Newsom. 